# Zhao Lihai
Zhao Lihai (* 3. Juli 1916 in der Provinz Shanxi; † 10. Oktober 2000 in Peking) war ein chinesischer Jurist. Er war von 1996 bis 2000 Richter am  Internationalen Seegerichtshof.

## Leben
Zhao studierte an der Yanjing-Universität, der University of Chicago und der Harvard University, wo er 1944 im Völkerrecht promovierte. Von 1945 bis 1957 war er Professor an der Wuhan-Universität und der Universität Nanjing, bevor er 1957 an die Peking-Universität wechselte, wo er bis zu seinem Tod Völkerrecht lehrte. Zudem nahm er 1983 eine Gastprofessur der New York University an.
Von 1981 bis 1989 war Zhao Vizepräsident der Chinese Association of International Marine Affairs und ab 1989 Vizepräsident der Chinese Society of the Law of the Sea, zu deren Präsident er im Jahr 2000 ernannt wurde. Er war Mitglied verschiedener chinesischer Regierungsorganisationen im Bereich des Seerechts.
Zhao war der erste Richter des Internationalen Seegerichtshofs, der im Amt starb. Seine Nachfolge trat Xu Guangjian an.

## Publikationen (Auswahl)
- Veto power of permanent members of the United Nations Security Council. In: Chinese yearbook of international law and affairs. Band 2, 1982, ISSN 0731-0854, S. 145.
- The main legal problems in the bilateral relations between China and the United States. In: New York University journal of international law & politics. Band 16, Nr. 3, Spring 1984, ISSN 0028-7873, S. 543.
- The common heritage of mankind : an important principle of contemporary law of the sea. World Peace Through Law Center, Washington D.C. 1990.